# 马丁·路德·金纪念日
马丁·路德·金纪念日（英語：Martin Luther King, Jr. Day）是美国联邦政府的法定假日，纪念民权运动领袖马丁·路德·金牧师的生日。日期定为一月的第三个礼拜一，是在他生日1月15日左右。这是美国三个纪念个人的法定假日之一，另外两个是纪念欧洲人发现美国大陆的哥伦布日，和纪念前总统亚伯拉罕·林肯和乔治·华盛顿的总统节。
金牧师是美国民权运动中主张非暴力抗议种族歧视的主要领袖，1968年遇刺身亡。虽然他遇刺之后不久就有人建议建立纪念日，之后隆納·雷根總統于1983年签订法律，1986年第一次庆祝。这是美国最新的法定联邦假日。

## 历史
起初，马丁·路德·金纪念日是工会交涉合同时的一个条件。金牧师遇刺后，美国众议院会员John Conyers提出法案，设立金牧师的生日为联邦假日。1979年在众议院首次投票，但是缺了五票未过。
反对者主要有两个理由，一是添加一个联邦政府有薪假日的价格太昂贵。另外金牧师没有就任公职，为他设定纪念日违反传统规律。投票失败之后，主持者转向请求私人公司和公民支持。1980年，著名歌手史提夫·汪达出版单曲“Happy Birthday”（生日快乐），然后在1981年主持和平集会。全部活动收集了六百多万署名，请愿国会通过法律。这是美国有史以来为最大的一次请愿事件。
1983年11月2日，美国总统雷根在白宫玫瑰花园签订法案，建立联邦假日纪念金牧师。第一次放假是1986年1月20日。
这个法律建立了马丁·路德·金纪念日联邦假日委员会，监督假日的庆祝方式。1989年5月，老布什邀请金牧师的遺孀科丽塔·斯科特·金加入委员会，成为终身委员。

## 反对纪念日
按照美国宪法规定，联邦政府只有权指定联邦政府雇员和华府的假日，無權推及美国各州，各州需要建立自己的法律来指定同一個假日。开始时有一些州不愿意紀念这个假日、改名或与其他假日合并，到2000年才在50个州同时紀念。
來自北卡罗来纳州的共和黨参议员杰西·赫尔姆斯带头反对这个假日。他觉得金牧师不够重要。另外，赫尔姆斯也批评金牧师反对越南战争的看法，并指责他为“务实的”马克思主义分子。
总统雷根也反对这个假日，因为预计费用太高，雷根表明他会否决此法案。众议院以338对90票通过，然后参议院以78对22票通过之后，总统撤回反对，也簽署了法案。
來自亞利桑那州的共和黨参议员約翰·麥凱恩起初反对建立此假日，并支持州长Evan Mecham撤销前任民主党州长建立的假日的决定。但是民意扭转之后，麥凱恩改变立场，鼓励州民庆祝这个假日。 2000年，亞利桑那州得以投票决定建立假日。麥凱恩成功请求前总统里根支持议案。 投票之前，只有新罕布什尔州和亚里桑那州不庆祝这个节日，引起1990年代期间的和多批评。1990年亚利桑那州设假投票失败之后，美国国家橄榄球联盟把第23届超级碗球赛从坦佩移至加州帕萨迪纳。
2000年5月2日，南卡罗来纳州长Jim Hodges签订法律，建立马丁·路德·金纪念日为正式州定假日，成为最后确认这个假日的州。
2007年，美国33%的雇主放此假，比2006年增加2%。雇主的大小和是否放假没有差别，1000员工以上的雇主中33%放假，1000员工下的雇主有32%放假。这个假日在非盈利性组织中最普及，在工厂中最少。

## 其他名字
虽然现在美国所有的州都放此假日，但有些州份并没有以金牧师命名。
在犹他州，直到2000年州议院投票改名，这个假日称为“人权节”。同年州长Michael O. Leavitt签订此法案。
在弗吉尼亚州，它的名字是「李-傑克森-金紀念日」（Lee-Jackson-King Day），同时纪念三个人物：美国南北战争期间南部羅伯特·李将军（1889年开始），石牆傑克森将军（1904年加）和金牧师（1983年加）。但一个假日同时纪念两个维护奴隶制的将军和一个反对种族歧视的民权领袖实在奇怪，最终于2000年马丁·路德·金纪念日正式分开。

## 马丁·路德·金服务日
前宾夕法尼亚州参议员Harris Wofford和亚特兰大众议员John Lewis提议联邦法案“King Holiday and Service Act”，建议把这个假日作为一个为公民服务的时间，以此纪念金牧师。1994年8月23日由總統比尔·克林顿签为法律。从1996年开始，费城地区的服务日是全美国最大的服务活动。

## 美国以外
日本广岛市长秋葉忠利每年在这个日期举办特别宴会，以金牧师的人权消息提醒广岛市的和平提议。